# Тюркмен, Джем
Джем Туна́ Тюркмен (тур. и нем. Cem Tuna Türkmen; родился 29 марта 2002, Кёльн, Германия) — немецкий и турецкий футболист, полузащитник клуба «Анкарагюджю».

## Биография
Джем — уроженец города Кёльн, располагающегося на земле Северный Рейн-Вестфалия. Футболом начал заниматься в команде «Ниппес», в семь лет перешёл в академию леверкузенского «Байера». Играл за молодёжные команды клуба, был капитаном. Принимал участие в Юношеской Лиге УЕФА сезона 2019/2020, однако вместе с командой не смог выйти из группы. Провёл на турнире четыре встречи. С сезона 2020/2021 привлекается к тренировкам с основной командой. 3 декабря 2020 года дебютировал за «Байер 04» в поединке Лиги Европы против «Ниццы», где вышел на поле на 68-й минуте, заменив Надима Амири.